# 李金羽
李 金羽（り きんう、リ・ジンユ、中国語: 李金羽; 拼音: Lǐ Jīnyǔ、1977年7月6日 - ）は、中華人民共和国・遼寧省瀋陽市出身の元プロサッカー選手、サッカー中国代表選手。現在は遼寧鉄人足球倶楽部で監督を務める。
現役時は中国サッカー・スーパーリーグに所属する遼寧宏運と山東魯能泰山で主にFWとしてプレーしていた。また、彼は2014年時点で中国サッカー・スーパーリーグの通算最多得点選手であり、中国サッカー・スーパーリーグにおいて得点王の最多獲得（3回）選手でもある。

## 来歴

### クラブ
中国を代表するストライカーである李金羽は深圳健力宝がスポンサーを務めたトレーニングプログラムにてブラジルにサッカー留学をした際に活躍して注目された。これを受けてU-20サッカー中華人民共和国代表に招集され、1997 FIFAワールドユース選手権で出場機会を得た。この大会での活躍により、当時フランス1部リーグに所属していたASナンシーの興味を引き、レンタル移籍にて1シーズンASナンシーに在籍した。しかし、1シーズンで6試合の出場に留まり再度遼寧宏運へと復帰した。復帰後はASナンシーでは見せることのなかった輝きを取り戻し、すぐにチームの中心選手として活躍、チームのリーグ準優勝に貢献した。2002年には個人タイトルとしてリーグ得点王を初受賞したものの、遼寧宏運ではクラブタイトルを獲得することはできなかった。
2004年のシーズン開始時、山東魯能泰山は当時最高金額となる490万元の移籍金を支払い李金羽を獲得した。李金羽はすぐにチームの中心選手となり、シーズン終了までに中国FAカップや中国サッカー・スーパーリーグ制覇に貢献した。2006年、李金羽はリーグタイトル、FAカップ、リーグ得点王を獲得した。2007年、李金羽は郝海東の持つリーグ最多得点記録を塗り替え、公式にリーグ最多得点選手となったが、このシーズンはクラブとしてリーグタイトルを獲得することはできなかった。2008年は個人としてはリーグ8得点と振るわなかったものの、クラブとしてリーグタイトルを獲得した。2010年シーズン、李金羽は控えとしての出場が多くなったが、再度リーグタイトルをクラブにもたらすため出場し、クラブのリーグ優勝決定後引退を表明した。

### 代表チーム
U-20サッカー中華人民共和国代表として1997 FIFAワールドユース選手権に出場した後、李はすぐにトップチームへと招集され1997年2月1日に行われたサッカーアメリカ合衆国代表との親善試合で代表初キャップを記録した。この後継続して代表チームに呼ばれ出場したが、中国代表が初出場した2002年のFIFAワールドカップでは代表に選出されなかった。その後地元で開催されたAFCアジアカップ2004では自国代表の準優勝に貢献した。AFCアジアカップ2007では当時中国代表を率いていた朱広滬からパフォーマンスに問題があるとされて本選に出場することはできなかった。

### 指導者
李金羽はプロサッカー選手を引退した後、サッカー指導者となった。指導者のキャリアはサッカー中華人民共和国女子代表と瀋陽瀋北足球倶楽部のアシスタントコーチから始めた。2013年5月13日、李金羽は成績不振により解任された劉志才の後を承けて中国サッカー・甲級リーグに所属する瀋陽瀋北足球倶楽部の監督に就任した。

## 統計

### クラブ
| シーズン | 所属クラブ   | 国       | ディヴィジョン | 出場 | 得点 |
| -------- | ------------ | -------- | -------------- | ---- | ---- |
| 1998     | 遼寧宏運     | 中国     | 1              | 0    | 0    |
| 1998-99  | ASナンシー   | フランス | 1              | 6    | 0    |
| 1999     | 遼寧宏運     | 中国     | 1              | 13   | 8    |
| 2000     | 遼寧宏運     | 中国     | 1              | 24   | 5    |
| 2001     | 遼寧宏運     | 中国     | 1              | 22   | 11   |
| 2002     | 遼寧宏運     | 中国     | 1              | 27   | 15   |
| 2003     | 遼寧宏運     | 中国     | 1              | 14   | 7    |
| 2004     | 山東魯能泰山 | 中国     | 1              | 21   | 13   |
| 2005     | 山東魯能泰山 | 中国     | 1              | 17   | 7    |
| 2006     | 山東魯能泰山 | 中国     | 1              | 26   | 26   |
| 2007     | 山東魯能泰山 | 中国     | 1              | 27   | 15   |
| 2008     | 山東魯能泰山 | 中国     | 1              | 24   | 6    |
| 2009     | 山東魯能泰山 | 中国     | 1              | 22   | 3    |
| 2010     | 山東魯能泰山 | 中国     | 1              | 14   | 4    |
| 合計     | 合計         | 合計     | 合計           | 257  | 120  |

### 代表
| #  | 日時           | 開催地         | 対戦相手                 | スコア | 結果 | 大会                                |
| -- | -------------- | -------------- | ------------------------ | ------ | ---- | ----------------------------------- |
| 1  | 1997年2月21日  | マレーシア     | シンガポール             | 3-1    | 勝   | ダンヒルカップ・マレーシア1997      |
| 2  | 1997年3月2日   | マレーシア     | ボスニア・ヘルツェゴビナ | 3-0    | 勝   | ダンヒルカップ・マレーシア1997      |
| 3  | 1997年4月20日  | 中国           | ミャンマー               | 5-0    | 勝   | 親善試合                            |
| 4  | 1997年6月1日   | 中国           | トルクメニスタン         | 1-0    | 勝   | 1998 FIFAワールドカップ・アジア予選 |
| 5  | 1998年11月30日 | タイ           | レバノン                 | 4-1    | 勝   | 1998年アジア大会                    |
| 6  | 1998年12月8日  | タイ           | タジキスタン             | 3-1    | 勝   | 1998年アジア大会                    |
| 7  | 1998年12月10日 | タイ           | オマーン                 | 6-1    | 勝   | 1998年アジア大会                    |
| 8  | 1998年12月10日 | タイ           | オマーン                 | 6-1    | 勝   | 1998年アジア大会                    |
| 9  | 1998年12月12日 | タイ           | イラン                   | 1-2    | 負   | 1998年アジア大会                    |
| 10 | 1998年12月14日 | タイ           | トルクメニスタン         | 3-0    | 勝   | 1998年アジア大会                    |
| 11 | 1998年12月14日 | タイ           | トルクメニスタン         | 3-0    | 勝   | 1998年アジア大会                    |
| 12 | 2001年5月6日   | カンボジア     | カンボジア               | 4-0    | 勝   | 2002 FIFAワールドカップ・アジア予選 |
| 13 | 2001年5月6日   | カンボジア     | カンボジア               | 4-0    | 勝   | 2002 FIFAワールドカップ・アジア予選 |
| 14 | 2003年8月31日  | アメリカ合衆国 | ハイチ                   | 3-4    | 負   | 親善試合                            |
| 15 | 2004年7月3日   | 中国           | レバノン                 | 6-0    | 勝   | 親善試合                            |
| 16 | 2004年7月3日   | 中国           | レバノン                 | 6-0    | 勝   | 親善試合                            |
| 17 | 2004年7月17日  | 中国           | バーレーン               | 2-2    | 分   | AFCアジアカップ2004                 |
| 18 | 2004年9月8日   | マレーシア     | マレーシア               | 1-0    | 勝   | 2006 FIFAワールドカップ・アジア予選 |
| 19 | 2004年11月17日 | 中国           | 香港                     | 7-0    | 勝   | 2006 FIFAワールドカップ・アジア予選 |
| 20 | 2004年11月17日 | 中国           | 香港                     | 7-0    | 勝   | 2006 FIFAワールドカップ・アジア予選 |
| 21 | 2005年9月3日   | 韓国           | 日本                     | 2-2    | 分   | 東アジアサッカー選手権2005          |
| 22 | 2006年9月10日  | 中国           | タイ                     | 4-0    | 勝   | 親善試合                            |
| 23 | 2007年2月7日   | 中国           | カザフスタン             | 2-1    | 勝   | 親善試合                            |
| 24 | 2007年10月21日 | 中国           | ミャンマー               | 7-0    | 勝   | 2010 FIFAワールドカップ・アジア予選 |

## 賞

### クラブ
山東魯能泰山
- 中国サッカー・スーパーリーグ: 2006、2008、2010
- 中国FAカップ: 2004, 2006
- 中国サッカー・スーパーリーグカップ: 2004

### 代表
サッカー中華人民共和国代表
- 東アジアサッカー選手権: 2005

### 個人
- 中国サッカー・スーパーリーグ得点王: 2006、2007
- 中国サッカー・スーパーリーグ年間最優秀チーム: 2002、2004、2006、2007